# Michael Patrick Mulroy
Michael "Mick" Patrick Mulroy  es filósofo, humanitario y experto en seguridad nacional. Él es el exsubsecretario de Defensa Adjunto de los Estados Unidos (DASD) para el Medio Oriente en funciones del secretario James N. Mattis y el secretario Mark T. Esper. Fue nombrado en octubre de 2017 y sirvió hasta diciembre de 2019. Fue responsable de representar al Departamento de Defensa de los Estados Unidos (DoD) para la política de defensa y la política en la interagencia en el Medio Oriente. También es un oficial de operaciones paramilitares retirado de la CIA y un infante de marina de los Estados Unidos.
Después de dejar el Pentágono, cofundó el Instituto Lobo, donde dirigió el desarrollo de un documental sobre un niño soldado en el Ejército de Resistencia del Señor llamado My Star in the Sky. También comenzó a servir en la junta directiva del Grassroots Reconciliation Group sin fines de lucro que trabaja para rehabilitar a ex niños soldados, se convirtió en Asesor Especial de las Naciones Unidas, en Senior Fellow en el Middle East Institute, y en ABC News National. Analista de seguridad.

## Servicio DASD
El DASD para el Medio Oriente es miembro del Servicio Ejecutivo Superior en la oficina del Secretario de Defensa. Esta persona es responsable de la política del DoD y de representar al DoD en la interagencia de los países de Baréin, Egipto, Israel, Irán, Irak, Jordania, Kuwait, Líbano, Omán, Palestina, Catar, Arabia Saudita, Siria, Emiratos Árabes Unidos y Yemen.
Foreign Policy y otros medios informaron que Mulroy aceptó el puesto porque el entonces Secretario de Defensa Mattis buscaba un “individuo apolítico y no partidista” que pasara mucho tiempo en áreas de conflicto para ocupar ese cargo. Continuaron diciendo que "Mulroy, quien pasó la mayor parte de su carrera como oficial de operaciones paramilitares de la CIA en zonas de conflicto, dejaría el departamento el 1 de diciembre de 2019, ya que siempre había planeado quedarse dos años y luego mudarse a Montana para trabajar en el grupo que cofundó, el Instituto Lobo ".
Mulroy recibió la Medalla del Secretario de Defensa por Servicio Público Destacado por sus esfuerzos. La cita se centra en sus esfuerzos para construir un plan integral para Yemen, para desarrollar una junta política del Departamento de Defensa para Irán y para ayudar a los Cascos Blancos en Siria a escapar antes de que el gobierno sirio pudiera capturarlos. Le dio el crédito a su equipo de políticas que estuvo "involucrado en muchos de los principales problemas de seguridad nacional" de los últimos años.

## Estrategia de defensa nacional
En enero de 2018, el DoD publicó la Estrategia de Defensa Nacional (Estados Unidos) (NDS) que ordena prioridades para el DoD como China, Rusia, Corea del Norte, Irán y luego la lucha contra el terrorismo. Como DASD para el Medio Oriente, Mulroy fue responsable de la implementación del NDS en esa región, incluida la configuración del futuro de los conflictos en Siria, Irak, la península egipcia del Sinaí y Yemen, con un enfoque en los competidores cercanos de China y Rusia. y esfuerzos para detener las actividades malignas de Irán.

## Incursión de Abu Bakr al-Baghdadi
El 26 de octubre de 2019, la Fuerza Delta del Comando Conjunto de Operaciones Especiales de EE. UU. (JSOC) realizó una redada en la provincia de Idlib de Siria en la frontera con Turquía que resultó en la muerte de Ibrahim Awad Ibrahim Ali al-Badri al-Samarrai, también conocido como Abu Bakr al-Baghdadi. La redada se lanzó sobre la base de un esfuerzo de inteligencia de un Centro de Actividades Especiales de la CIA que localizó al líder de ISIS. Esta operación se llevó a cabo durante la retirada de las fuerzas estadounidenses al noreste de Siria, lo que aumentó la complejidad. Varios altos funcionarios comentaron que esta operación solo fue posible debido a la presencia sobre el terreno en Siria que permite el desarrollo de redes de inteligencia. Cualquier reducción adicional en la presencia de tropas podría comprometer esta capacidad. Las SDF brindó un apoyo directo y extenso a la operación. Estados Unidos declaró que no entraron en conflicto con Turquía, pero no apoyaron la operación. Barisha, la aldea en la que murió al-Baghdadi, estaba ubicada a cinco kilómetros de la frontera entre Siria y Turquía. Muchos en la comunidad de inteligencia de Estados Unidos (CI) tienen sospechas de que el gobierno turco sabía dónde estaba ubicado al-Baghdadi. Barisha se encuentra en un área fuertemente controlada por afiliados de al-Qaeda que incluye el conflicto del Frente Al-Nusra-SRF / Movimiento Hazzm, Hayat Tahrir al-Sham (HTS) y la Organización Guardianes de la Religión también conocida como Hurras ad-Din. Mulroy destacó esta área y la preocupación que tenían los oficiales de inteligencia y militares sobre las amenazas que emanaban de allí antes de la redada de Barisha.